# 2667 Oikawa
A 2667 Oikawa (ideiglenes jelöléssel 1967 UO) egy kisbolygó a Naprendszerben. Luboš Kohoutek fedezte fel 1967. október 30-án.